# Billet de 50 francs Luc Olivier Merson
Pour les articles homonymes, voir 50 francs.
Recto
Verso
Chronologie
50 francs bleu et rose 50 francs Cérès
Le 50 francs Luc Olivier Merson (ou simplement Merson) est un billet de banque français créé le 11 février 1927, mis en circulation à partir du 3 janvier 1928 par la Banque de France à la place du 50 francs bleu et rose. Il a été remplacé par le 50 francs Cérès.

## Historique
Ce billet appartient à la série des billets polychromes initiés, non sans difficultés, par la Banque de France dès la fin du XIXe siècle. La longévité du 50 francs bleu et rose, près de 40 ans, reste à ce titre assez exceptionnelle pour un billet de ce montant.
Il est émis au moment de la création du Franc Poincaré (qui s'établissait à 1/5e du Franc germinal) et fut imprimé entre 1927 et 1934.
Il commence à être retiré de la circulation le 26 janvier 1942 avant d'être privé de son cours légal le 4 juin 1945. Le tirage total fut de 393 300 000 billets.

## Description
C'est le peintre Luc-Olivier Merson qui exécute les dessins tandis que la gravure est signée Romagnol (R°) et Ernest-Pierre Deloche (V°).
Les tons dominants sont le bleu et le vert.
Au recto, l'on trouve au sommet d'une guirlande de fruits deux Amours et en bas un jeune Mercure pensif, le tout encadré par les deux cartouches blancs des filigranes.
Au verso, à l'intérieur d'une guirlande cylindrique composée de fruits, sont assis un jeune forgeron, la main posée sur son marteau inversé, et une jeune femme, cette dernière couvrant de sa main celle du jeune homme. Ce couple allégorique représente Minerve (la France ?) accompagnant le Travail. Discret, le chiffre « 50 » apparaît en bas dans un petit cartouche centré sur fond rose : plié, le billet devient quasiment muet, ce qui posa problème.
Les deux filigranes représentent chacun une tête de femme de profil et se regardant.
Ses dimensions sont de 170 × 123 mm.

## Remarques
Ce billet fit l’objet d’un litige entre la Banque et les héritiers du peintre Merson. Par la suite, on supprima les noms de peintres et graveurs sur tous les billets émis par la Banque de France.